# 恶魔人G
《恶魔人G》（日語：デビルマンG（デビルマン グリモワール）、DEVILMAN GRIMOIRE）是高遠るい画的日本的漫画。在秋田書店的月刊漫画雑誌『チャンピオンRED』2012年5月号至2014年2月号連載。本作为《恶魔人》和的作品诞生40周年纪念作品。

## 介绍
以为自己是魔女的高中生魔鬼邑美树，把自己小时候捡的戒指认为是所罗门王戒指，某天与朋友用魔法圆降灵术却召唤出一群恶魔。恶魔们便大开杀戒。美树则乱编几句咒语，这时叫阿蒙的恶魔附身到不动明的体内，阿蒙就打败其他恶魔。

## 登場人物
魔鬼邑美树／デビルマン・フラムメドック
不動明

## 書籍情報
- 高遠るい 『恶魔人G』 秋田書店〈Champion RED〉、全5巻
  1. 2012年9月20日発売 ISBN 978-4-253-23176-3
  2. 2013年2月20日発売 ISBN 978-4-253-23177-0
  3. 2013年6月20日発売 ISBN 978-4-253-23178-7
  4. 2013年10月18日発売 ISBN 978-4-253-23179-4
  5. 2014年2月20日発売 ISBN 978-4-253-23180-0